# Ville de Liège (schip, 1913)
De Belgische mailboot Ville de Liège liep op de Cockerill Yards met bouwnummer 531 van stapel in 1913, een jaar vóór de Eerste Wereldoorlog. Evenals zusterschip "stad Antwerpen" werd ze in de winterdienst van de Oostende-Doverlijn ingezet. Januari 1914 was de eerste reis Oostende-Dover.
De beide zusterschepen hadden twee hoge schoorstenen en masten, met vóór de oorlog een witte opbouw. Opmerkelijk was de versierde uitspringende achterspiegel met berghoutrand (stootrand). Deze schepen waren voorzien van extra verwarmingselementen aan boord voor de koude winterovertochten.
Dit kwam tijdens de oorlog ook goed van pas voor het overbrengen van troepen en gewonden.

## Schip
- Lengte: 91,44 m
- Breedte: 10,97 m
- Diepgang: 7,0 m
- Tonnage: 1,365 grt (1931)1384, 1849 (1937)/636 net (1931), 890 (1937)/1779 deadweight (1937)
- Bij wijze van experiment uitgerust met Frahm-type anti-roll tanks, die er later zijn uitgehaald.
- Machines: 3 sets Cockerill compound direct drive stoom turbines.
- Ketels: 8 Babcock & Wilcox, later met oliebranders.
- Power: 12.000 pk
- Snelheid: 24 knopen
- Capaciteit: 900 passagiers (1914), 200 passagiers en 60 auto's (1936)
- Call Sign: GQDS (Ville de Liege), OTLA (London-Istanbul)

## Geschiedenis
Januari 1914: Opgeleverd aan Regie voor Maritiem Transport, Oostende, en net als haar zusterschip ingezet tussen Oostende en Dover.

### Eerste Wereldoorlog
- 1 augustus 1914 werd ze opgelegd en daarna tot 20 augustus 1914 maakte ze reizen tussen Oostende en Folkstone.
- 21 augustus 1914 arriveert ze in Antwerpen. Enkele dagen vóór de val van Antwerpen werden het diplomatiek korps, de diensten der Regering en talrijke vluchtelingen naar Oostende overgebracht. De "Ville de Liège" werd overschilderd met camouflagekleuren, die de oorlogsschepen ook tooiden tijdens de oorlog op zee. Op de achterdekken stonden lichte kanonnen opgesteld.
- 7 oktober 1914: Van Antwerpen naar Oostende.
- 10 oktober 1914 tot 14 oktober 1914 nam ze deel aan de evacuatie van Oostende.
- 17 oktober 1914: Na het ontschepen van haar passagiers op in Calais werd het schip ingericht als een artsenijdepot van het Belgisch leger in Calais.
- Mei 1917: Ten gevolge van nieuwe stappen van de Engelse Regering, werd ze aan de Admiraliteit afgestaan en te Dover tot hospitaalschip ingericht.
- 21 juni 1917 tot 31 december 1918: Ze werd omgebouwd tot troepentransport en deed zij 252 reizen tussen Engeland en Frankrijk, en verscheepte 77.194 gekwetsten en 38.350 soldaten.

### Tussen de oorlogen
- In 1919 werd het schip teruggegeven aan de Belgische Staat, en nam zij deel aan de repatriëring van de gedemobiliseerde Engelse troepen.
- Op 18 februari 1919, twee maanden na de ondertekening van de wapenstilstand, keerde het schip samen met haar zuster te Oostende terug, met een eerste groep huiswaarts kerende vluchtelingen.
- 1919: Na uitgebreide verbouwing hervatte het schip weer de gewone dienst tussen Dover en Oostende.
- Op 11 februari 1929 strandde het schip door harde wind en zonk op de rotsen in de binnenhaven van Dover. Alle passagiers en bemanningsleden konden veilig aan wal komen. De romp van het schip werd op verschillende plaatsen lek geslagen.
- Op 20 februari 1929 werd zij door havenmeester Capt. John Iron gelicht en in het Granville Dock tijdelijk gerepareerd; daarna achterstevoren naar Calais gesleept.
- Maart 1929: Vandaar naar de Cockerillwerf in Antwerpen. De romp werd daar grotendeels vernieuwd, één schoorsteen verwijderd en de ketels op oliestook gezet.
- In 1936 besloot het Zeewezen om een Car-ferry dienst op te richten. Er werd besloten om de Ville de Liège om te bouwen als een zijladende autocarrier. Er werden vier valrepen aan stuurboord met verschillende hoogtes gemonteerd (om getijverschillen op te kunnen vangen). In 5 maanden werd het schip omgebouwd. De binneninrichting werd totaal veranderd om ruimte te scheppen, op 3 dekken voor auto's. Van de twee schoorstenen werd er één verwijderd en in de stookplaats werd van kolen overgegaan naar stookolie.
- Op 25 juli 1936 werd het schip opgeleverd en kwam 30 juli 1936 weer in de vaart tussen Oostende en Dover, onder de naam London-Istanbul. Het kon 250 passagiers en 100 personenwagens vervoeren. De snelheid was teruggebracht tot 21,5 knopen.

### Tweede Wereldoorlog
- 1940: Om te voorkomen dat het schip in Duitse handen zou vallen naar Engeland gevaren, maar tijdelijk even als drijvend ziekenhuis in Calais, voordat de haven werd ingenomen.
- 17 mei 1940: Met 207 vluchtelingen uit Oostende naar Folkestone gevaren en daarna nog eens 300 Czechische & Poolse troepen van Le Verdon - Falmouth vervoerd.
- 19 mei 1940: Naar Southampton.
- 30 september 1940: Gestrand bij Dartmouth vanwege brandstofgebrek
- 6 november 1940 Weer gestrand wegens gebrek aan brandstof, nu in het Kanaal van Bristol. Verhaald naar Holyhead.
- 11 november 1940: Aanvaring met de Santiago, daarna opgelegd.
- 14 september 1941: Overgedragen een de Royal Navy, die het liet ombouwen als mijnenveger depot schip bij Barclay Curle & Co, Glasgow en tijdelijk de naam HMS Algoma gaf.
- November 1941: Nieuwe naam: HMS Ambitious. Commissioned: 16 januari 1942
- 16 januari 1942 tot december 1942: Een reis naar Lynes, Scapa Flow.
- Op 7 februari 1942 verlaat het schip de Clyde.
- Op 11 februari 1942 komt het aan in Scapa.
- 22 november 1942: Naar Immingham voor reparaties, die 9 maanden duren. Verbouwd tot depot en munitieschip in de wateren rond IJsland.
- Augustus 1943 tot januari 1944: een reis naar IJsland.
- 10 september 1943: in Rosyth voor reparaties.
- Januari 1944 tot 4 april 1944: een reis naar Lerwick voor de kustwacht.
- 8 april 1944: Naar Brigham & Cowan, Hull voor reparaties en verbouwingen.
- 16 mei 1944: Van de Humber naar de Thames Estuary.
- 6 juni 1944: deelname aan de landing in Normandië (Britse landingszone)
- 9 juni 1944: Van de Solent naar de aangewezen ankerplaats in de British Eastern Task Force.
- 19 juni 1944: Verhaald naar de Mulberry harbour in Arromanches waar ze een rol had bij de coördinatie van het mijnenleggen en mijnenvegen.
- 24 oktober 1944: In Le Havre.
- 21 december 1944: Niet meer nodig aan de Franse kust, oversteek naar Portsmouth.
- 28 januari 1945: Van Portsmouth om als hoofdkwartier te dienen in Terneuzen.
- 16 juli 1945: de oorlog is beëindigd, het vaartuig bedankt en overgedragen aan België krijgt de oude naam London-Istanbul terug.
- Juli 1945: in oktober 1945 uitgebreid gerenoveerd bij de Cockerill werf, Hoboken.

### Na de oorlog
- 22 oktober 1945: hervatting van dienst van Oostende op Folkestone en retour de volgende dag. Daarmee was de Ville de Liège het schip dat de dienst van Oostende naar Dover hervatte aan het eind van beide wereldoorlogen.
- 21 juni 1945: overgedragen aan het Ministerie of War Transport en daarna terug naar België
- 23 oktober 1946: hervat dienst tussen Oostende en Dover.
- Mei 1949: Opgelegd in Oostende.
- Juli 1949 tot september 1949: niet meer nodig op de Oostenderoute vanwege de komst van een nieuw Belgisch schip, vercharterd aan British Railways, voor de Folkestone-Calais service.
- Juli 1949 tot september 1950: gecharterd door British Transport Commission.
- September 1950: Ketelproblemem zorgen voor het uit de dienst halen, naar Dover voor reparatie.
- 14 september 1950: Van Dover naar Oostende.
- Oktober 1950: verkocht als schroot.
- 9 december 1950: naar Antwerpen gesleept voor de sloop, die in 1951 begon.